# Ave Maria catalana
Ave Maria in catalano di Alghero. Se ne conoscono due versioni:  la prima Ave Maria è stata scritta intorno al 1955 da Mario Salvietti (adattamento testo dall'italiano in algherese) e da Isabella Montanari (musica). È il primo brano dell'LP Umbras del 1978 di Maria Carta, che la interpretò credendo fosse del sec. XVIII°. 
La seconda "Ave Maria" algherese è stata scritta da Antonello Colledanchise nel 1974, adattando in algherese il testo dalla versione latina. 
La versione della Montanari, per la sua cadenza con toni gravi, è cantata durante la Settimana Santa. 
La versione di Colledanchise, per lo stile più dolce e classico, viene cantata maggiormente durante le Festività natalizie. 

## Testo di Mario Salvietti su Musica di Isabella Montanari
Ave Maria,

plena de gràcia,

nostre Senyor és amb Tu,

beneïta sés Tu

mes de totes les dones,

i beneït sigui

lo Fill tou Jesus.

Santa Maria,

Mare de Déu,

prega pels pobres pecadors,

que t'adoren,

ara i a l'hora

de la mort nostra.

Amen.

## Testo e musica di Antonello Colledanchise
Ave Maria,

plena de gràcia,

lo Senyor és amb tu,

entre les dones 

beneida ses tu 

i beneït és Jesus.

Santa Maria,

Mare de Déu,

prega i dona-mos confort

ara i a l'hora

de la nostra mort 

quan vengarà.
Amen.
ALTRE VERSIONI
- 1998, Panta Rei, nell'Album "Si parlem d'Amor"[4]
- 2009, Elena Ledda nell'album Cantendi a Deus